# کیم سونگ-گیو (جودوکار)
کیم سونگ-گیو (انگلیسی: Kim Seung-gyu؛ زادهٔ ۱۰ اوت ۱۹۶۷) جودوکار اهل کره جنوبی بود. وی در بازی‌های المپیک تابستانی ۱۹۸۸ شرکت کرده‌است.